# 五菱宏光
五菱宏光是2010年9月上汽通用五菱推出的一款緊湊型多功能休旅車（MPV），2013年至2017年在印度由通用汽車以“雪佛蘭Enjoy”（Chevrolet Enjoy）的名義銷售。
它是中國銷量最好的汽車之一，2011年单月销量就突破8万，成为中国销量最大的MPV。《Autocar》雜誌報道稱其在2017年的銷量達到533950台，仍是當年中國銷量最好的汽車。它因为适用范围广、销量巨大而被戏称为“神车”，但其销量在2018年开始有所下滑。

## 第一代
五菱宏光在2010年面世，後來衍生出許多其他款式，如五菱宏光S1、五菱宏光S3、五菱榮光和五菱榮光V。

### 五菱宏光S

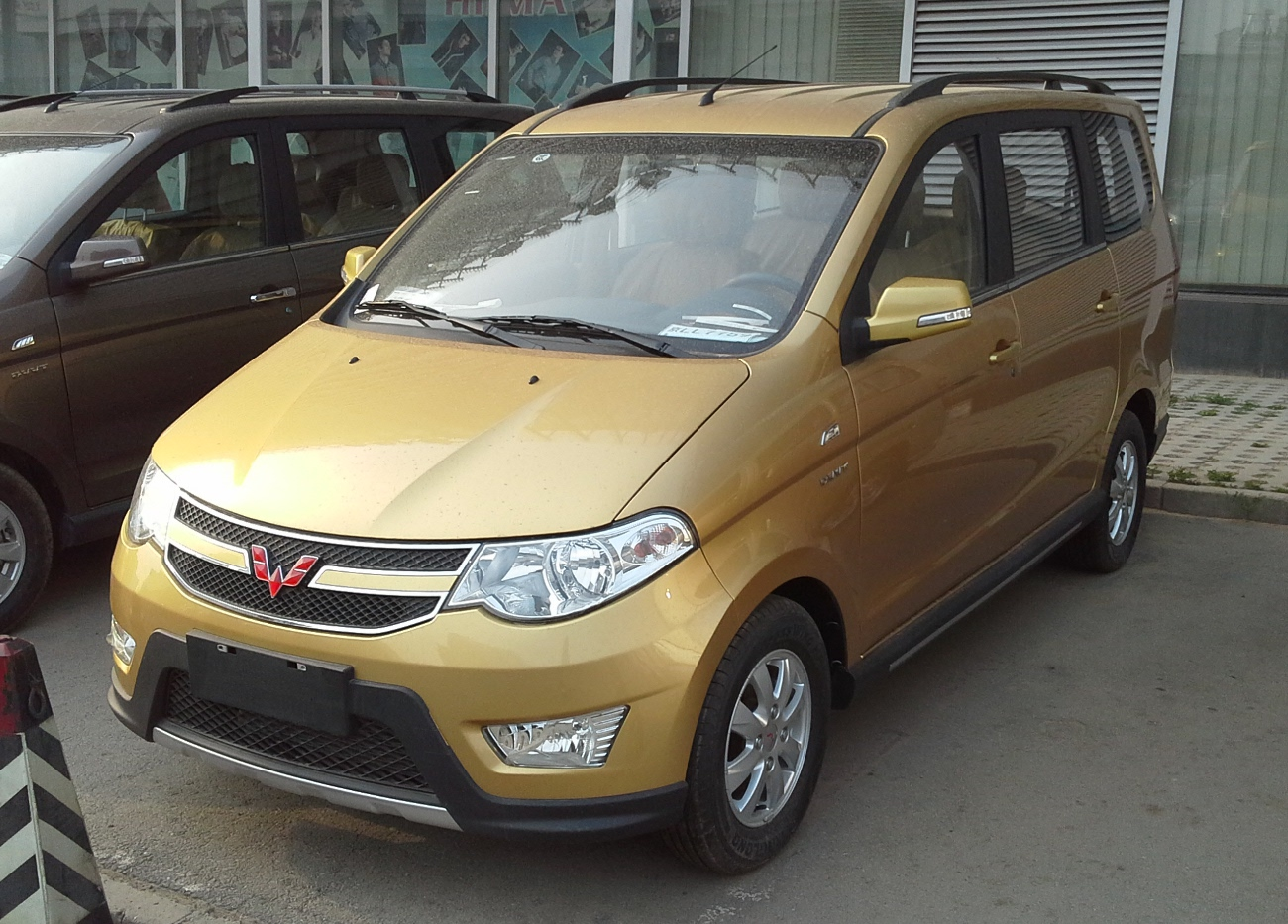
五菱宏光S

2013年8月五菱宏光S在哈爾濱和昆明亮相。

#### 流行文化
- 《极限竞速 地平线5》：于2022年2月的游戏更新中加入五菱宏光S。

### 五菱宏光V

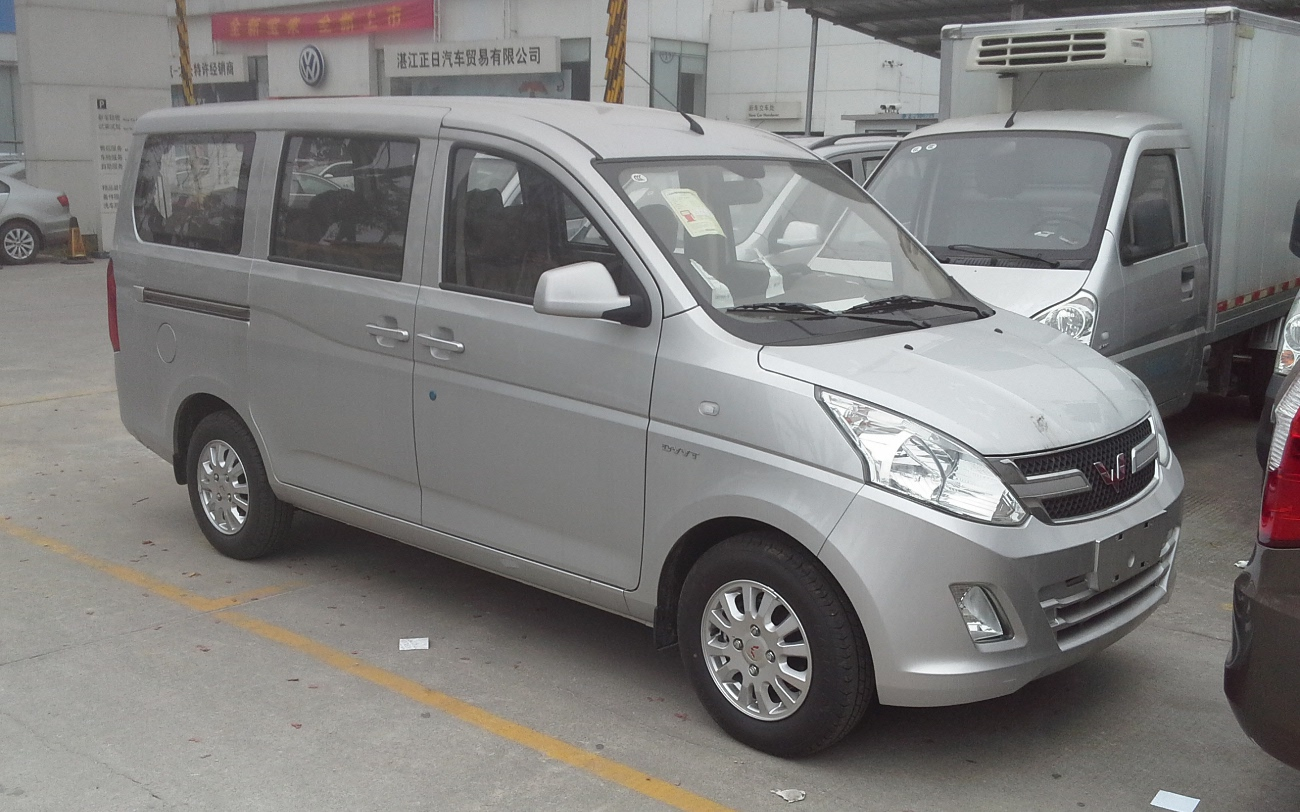
五菱宏光V

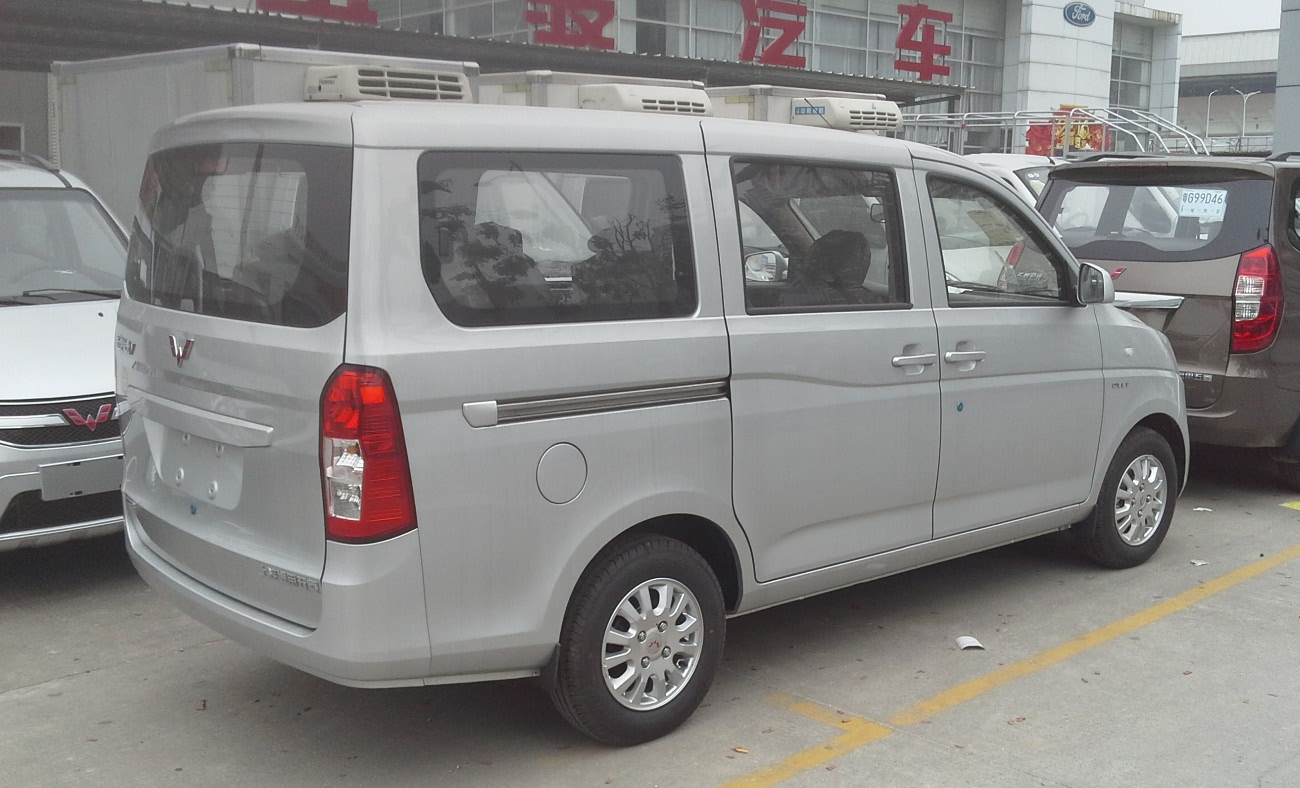
五菱宏光V

後改名五菱榮光V。

## 第二代

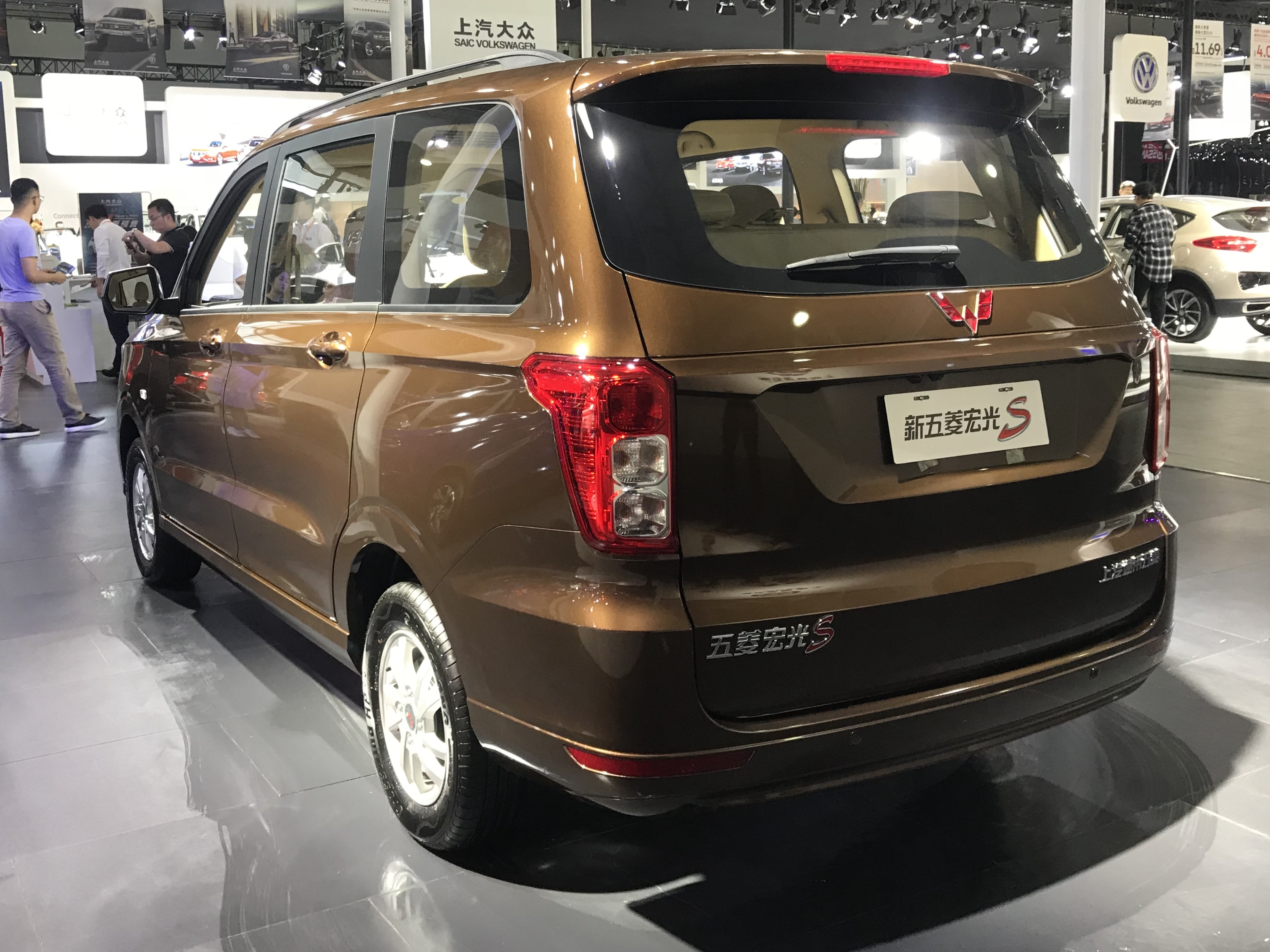
尾部

第二代的五菱宏光S在2018年面世，又稱“新宏光”。

## 其他

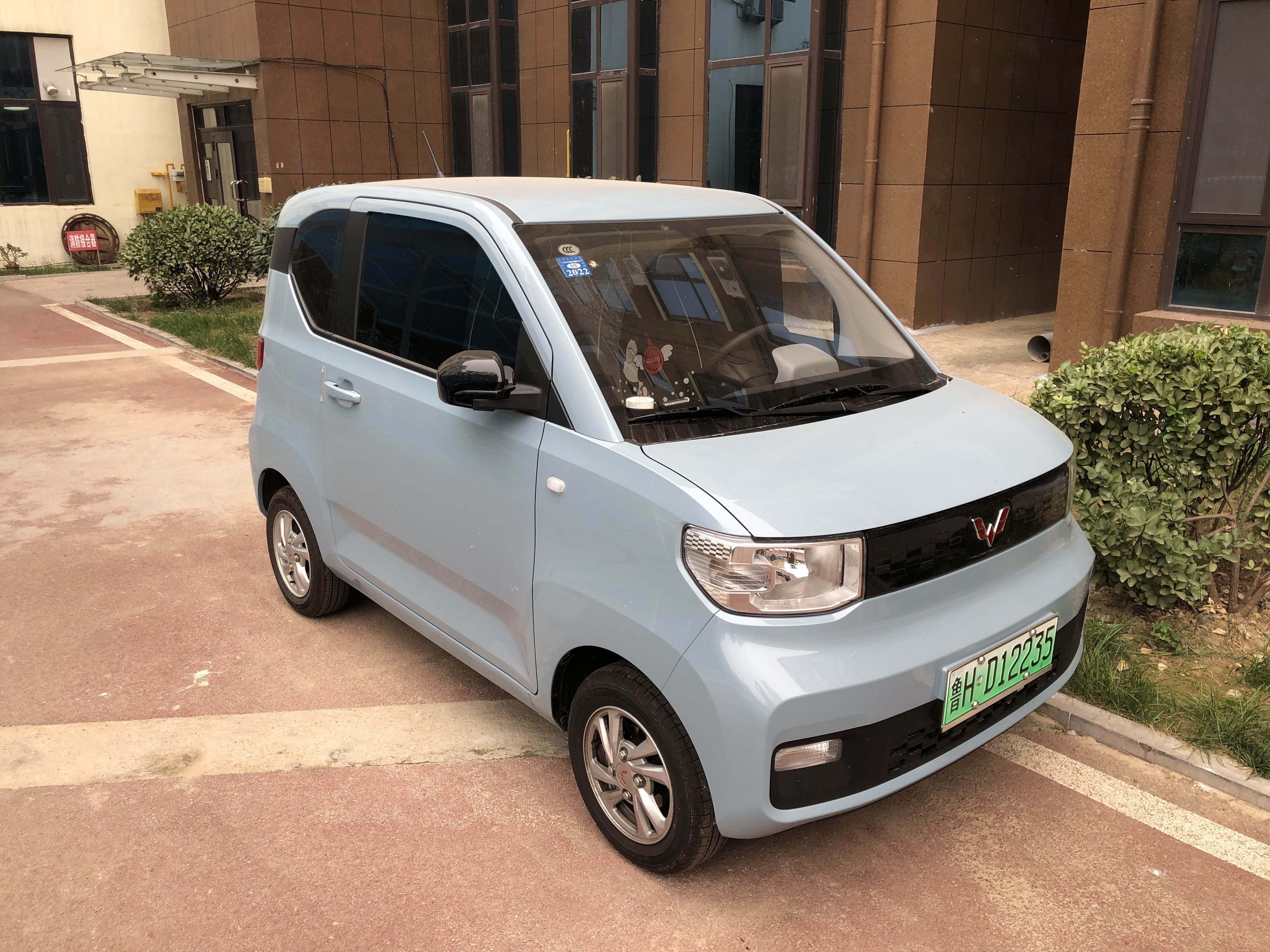
五菱宏光MINI EV

五菱宏光品牌下的车还包括五菱宏光Plus、五菱宏光MINI EV。而五菱宏光MINI EV是五菱的首款四座新能源车。

## 外部連接
- 經典款五菱宏光S（页面存档备份，存于），官方網站